# كونستانتين كراوزه
كونستانتين كراوزه (بالألمانية: Konstantin Krause)‏ هو منافس ألعاب قوى ألماني، ولد في 8 أكتوبر 1967 في باد لانغنزالتسا في ألمانيا.

## وصلات خارجية
- كونستانتين كراوس على موقع الاتحاد الدولي لألعاب القوى (الإنجليزية)
- كونستانتين كراوس على موقع أوليمبيديا (الإنجليزية)